# Andreas Æreboe
Andreas Æreboe (20. august 1723 i København – 28. august 1813 sammesteds) var en dansk konsul.
Han var søn af notarius publicus Rasmus Æreboe (1685-1744) og Karen Wartberg (1696-1724). Som ung købmand sendtes han 1753 til Adam Frederik Lützows eskadre i Middelhavet, for at der kunne være et konsulsemne ved hånden, når den under forhandling værende traktat med Marokko, hvoraf man ventede sig megen fordel for den danske handel, kom i stand. Dette skete 18. juni samme år, og Æreboe blev den første danske konsul hos barbareskerne. Næste forår lykkedes det ham at slutte en tillægstraktat til Lützows, der var et virkelig fortjenstfuldt arbejde og meget vigtig for sejladsens sikkerhed. En udførligere meddelelse fra hans egen hånd om, hvad han måtte opleve i denne farlige og vanskelige stilling, findes trykt som tillæg til nedenfor citerede værk af dr. J.L. Rasmussen, der anfører den som et agtværdigt vidnesbyrd om hans retskaffenhed og utrættelige iver i at røgte de ham betroede hverv. Æreboe vendte 1756 hjem, blev 1757 agent, var 1763-71 konsul i Algier, fik 1773 etatsråds rang og blev 1777 virkelig etatsråd.
Æreboe blev først i en høj alder gift 2. maj 1787 med Marianna Bruun (13. januar 1738 på Gerdrup - 8. juni 1801 i Holbæk), datter af kancelliassessor, senere justitsråd, birkedommer, byfoged i København, godsejer Oluf Bruun til Gerdrup (1711-1767, gift 2. gang med Margrethe Frederica Storm) og Conradine Sophie Rostgaard (1704-1758, gift 1. gang 1720 med ritmester Frederik von der Maase til Tybjerggård og Førslevgård, 1696-1728).
Ægteskabet blev barnløst, og ved testamente af 15. december 1795 bestemte Æreboe, at hans lod skulle anvendes til et legat for enker af familien. Hans hustru døde 9. juni 1801, han selv 28. august 1813 i København, over 90 år gammel. Han udgav 1793 nogle ganske kortfattede breve til en ven, indeholdende oplysninger og berigtigelser til Georg Høsts skrift om den marokkanske kejser Mahomed Ben Abdalla.
Han er begravet på Assistens Kirkegård.
Æreboe er muligvis afbildet på C.G. Schules stik (1786) af indgangen til Frederiksberg Have; efter dette xylografi af Bernhard Olsen.